# Scratch My Back
Albums de Peter Gabriel
Big Blue Ball
(2008) New Blood
(2011)
Scratch My Back (à ne pas confondre avec son second album surnommé Scratch) est le huitième album studio du chanteur-compositeur Peter Gabriel et le quatorzième en tout, sorti le 15 février 2010. C'est un album composé de douze reprises pour lequel Peter Gabriel s'est fixé une règle : « pas de guitare, ni batterie ». Une version étendue comprend un second CD de quatre titres.
Cet album est conçu dans le cadre d'un projet entre Peter Gabriel et différents artistes où ils reprendront mutuellement leurs chansons. L'album de reprises de chansons de Peter Gabriel par les différents artistes est sorti en 2013 sous le titre And I'll Scratch Yours,.

## Liste des chansons
1. Heroes - 4 min 07 s (David Bowie)
2. The Boy in the Bubble (en) - 4 min 27 s (Paul Simon)
3. Mirrorball - 4 min 48 s (Elbow)
4. Flume - 3 min 00 s (Bon Iver)
5. Listening Wind - 4 min 22 s (Talking Heads)
6. The Power of the Heart - 5 min 50 s (Lou Reed)
7. My Body Is a Cage - 6 min 12 s (Arcade Fire)
8. The Book of Love - 3 min 50 s (The Magnetic Fields)
9. I Think It's Going to Rain Today - 2 min 31 s (Randy Newman)
10. Après moi - 5 min 13 s (Regina Spektor)
11. Philadelphia - 3 min 46 s (Neil Young)
12. Street Spirit (Fade Out) - 5 min 04 s (Radiohead)

## CD bonus
1. The Book of Love (remix)
2. My Body is a Cage (Oxford London Temple Version)
3. Waterloo Sunset (Oxford London Temple Version)
4. Heroes (Wildebeest Mix)